# Cificom
Cificom es un evento que dura dos días dedicado al mundo de la ciencia ficción, el coleccionismo y el merchandising. 

## Organización
El evento Cificom se celebra en La Rambleta de Valencia desde 2015, tras las primeras ediciones celebradas en el Recinto Ferial Casa de Campo Pabellón La Pipa en Madrid desde el año 2011. Se celebran exposiciones (Star Wars, Indiana Jones, Star Trek, etc.), conferencias, talleres y concursos de disfraces.

## Historia
En los días 8 y 9 de octubre de 2011 se celebró por primera vez este evento. Fueron invitados célebres, como Jeremy Bulloch, conocido por interpretar a Boba Fett en el universo ficticio de Star Wars. También se presentaron diez exposiciones y actividades como la exhibición del uso del látigo y sus movimientos realizada por la comunidad de fanes de Indiana Jones. En el 22 y 23 de septiembre de 2012 se volvió a celebrar esta feria de la ciencia ficción y asistieron invitados como Brian Muir, escultor que creó el casco de Darth Vader o Mike Edmonds que encarnó al ewok Logray en la saga de películas de ciencia ficción Star Wars. Hubo exposiciones de Stargate, Superman, Indiana Jones, etc.